# Suzuki GSX-R 750
Die GSX-R 750 ist ein Motorrad des japanischen Herstellers Suzuki. Der Supersportler wurde 1985 in den deutschsprachigen Markt eingeführt und war eines der ersten Motorräder der ursprünglichen Superbike-Klasse, der 750er-Vierzylinder. Das Ur-Modell gilt technisch als richtungsweisend für die weitere Entwicklung der Sportmotorräder.
Mittlerweile ist die GSX-R 750 ohne direkte Konkurrenz, da die anderen Hersteller nach Änderung des Superbike-Reglements auf 1.000 cm³ Maximalhubraum keine adäquaten Modelle mehr im Programm haben.-

## Geschichte
Die erste Modellreihe der GSX-R 750, damals mit luft-/ölgekühltem Motor, hatte bereits ein Trockengewicht von 176 kg und leistete mehr als 74 kW (100 PS). Sie wurde in einer rennsportnahen Variante unter anderem mit Mehrscheiben-Trockenkupplung und Rennsportverschalung als GSX-R 750 R angeboten. Die GSX-R 750 war nach der 1983 vorgestellten RG 250 Gamma das zweite Serienmotorrad mit einem Aluminiumrahmen. Die Erste Modellvariante von 1985 hatte noch Vergaser mit seilzugbetätigten Flachschiebern, was eine spontane Gasannahme bewirkte, die der eines Rennmotorrads ähnlich war. Spätere Varianten ab 1989 wurden mit Gleichdruckvergasern ausgerüstet, da die plötzlich einsetzende Beschleunigung mit den Profilreifen teils zu Unfällen geführt hatte.
Im Jahre 1992 hielt mit der Modellreihe GR7BB die Wasserkühlung Einzug in die GSX-R Baureihe, die dabei das Zusatzkürzel „W“ erhielt.
Mit dem Modelljahr 1996 wurde ein Ram-Air-System eingeführt, das bis heute in der GSX-R-Baureihe eingesetzt wird. Die 750er Modelle von 1996 bis 1999 und die 600er Modelle von 1997 bis 2000 wurden mit dem Zusatz SRAD (Suzuki Ram Air Direct) gekennzeichnet.
Im Jahre 1998 wurde in der SRAD-Baureihe eine Saugrohreinspritzung bei den 750er-Modellen eingeführt.

## Aktuelle Technikmerkmale
Die GSX-R 750 gleicht technisch der GSX-R 600. Beide werden seit 1997 parallel entwickelt.
Suzuki setzt auch bei der aktuellen GSX-R 750 auf das Motorenkonzept des flüssigkeitsgekühlten Reihenvierzylinder-Motor mit zwei obenliegenden Nockenwellen und je vier Titan-Ventilen pro Zylinder. Eine elektronische Mehrpunktsaugrohreinspritzung wird kombiniert mit zwei Drosselklappen pro Zylinder, was dem Motor zu verbesserter Gasannahme und Durchzug verhelfen soll.
Das Fahrwerk besteht aus einem Aluminium-Brückenrahmen, einer voll einstellbaren 41-mm-Upside-Down-Gabel und einer Aluminium-Zweiarmschwinge mit einem indirekt angelenkten, komplett einstellbaren Zentral-Federbein. Ein serienmäßiger Lenkungsdämpfer unterdrückt Lenkerschlagen („Kick Back“), eine Anti-Hopping-Kupplung („Slipper Clutch“) verhindert ein stempelndes Hinterrad, wenn beim Anbremsen schnell heruntergeschaltet wird.
Die Bremsanlage der GSX-R 750 hat vorn zwei 310 mm Bremsscheiben, radial verschraubten 4-Kolben-Festsättel von Brembo. Der Hauptbremszylinder ist als Radialbremspumpe ausgeführt, das heißt der Bremshebel wirkt als einfacher einarmiger Hebel auf den Kolben.

## Rennsport
Durch die Hubraumaufstockung 2004 in der Superbike-Weltmeisterschaft hat die GSX-R 750 im Rennsport keine große Bedeutung mehr. Suzuki richtete von 2005 bis 2008 den European Suzuki GSX-R-Cup im Rahmen der Superbike-WM mit der GSX-R 750 aus, bei dem sich junge Nachwuchstalente mit technisch gleichen Motorrädern messen konnten.

### Liste der Europameister
- 2005  Hudson Kennaugh
- 2006  Xavier Siméon
- 2007  Dominic Lammert
- 2008  Roland Resch

## Bildergalerie

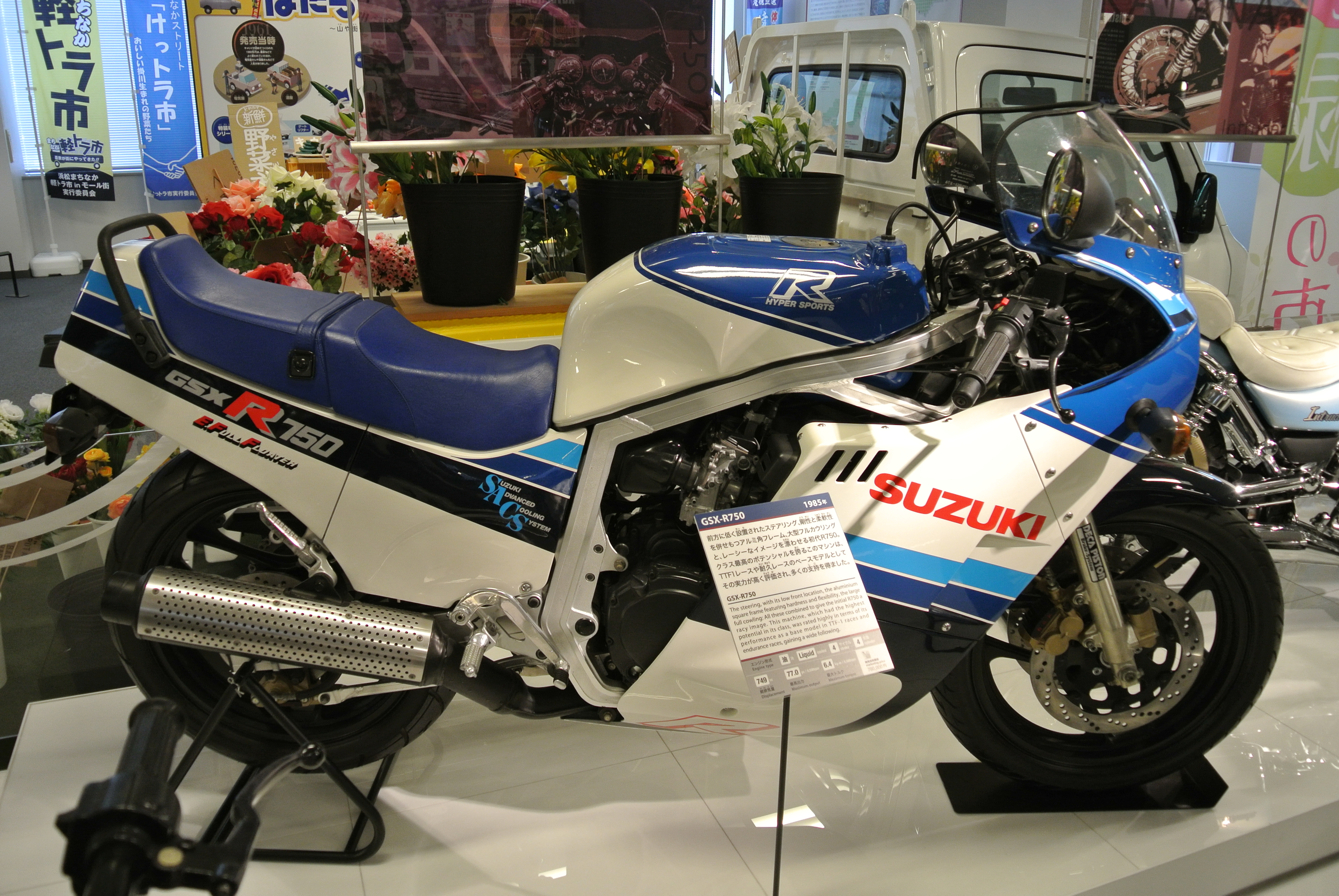
1986er Suzuki GSX-R 750
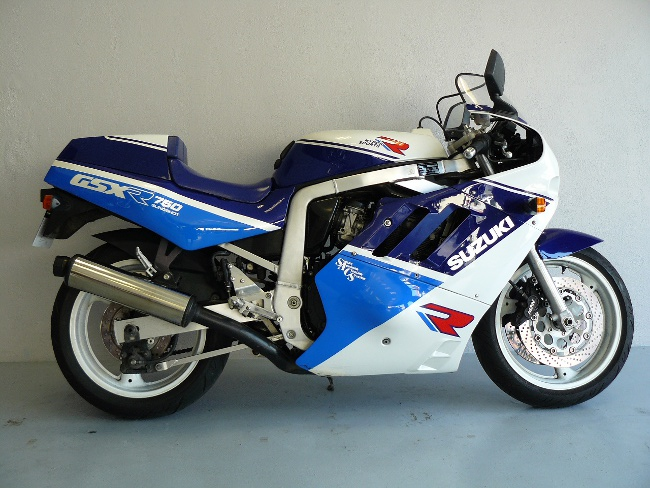
1988 GSX-R 750
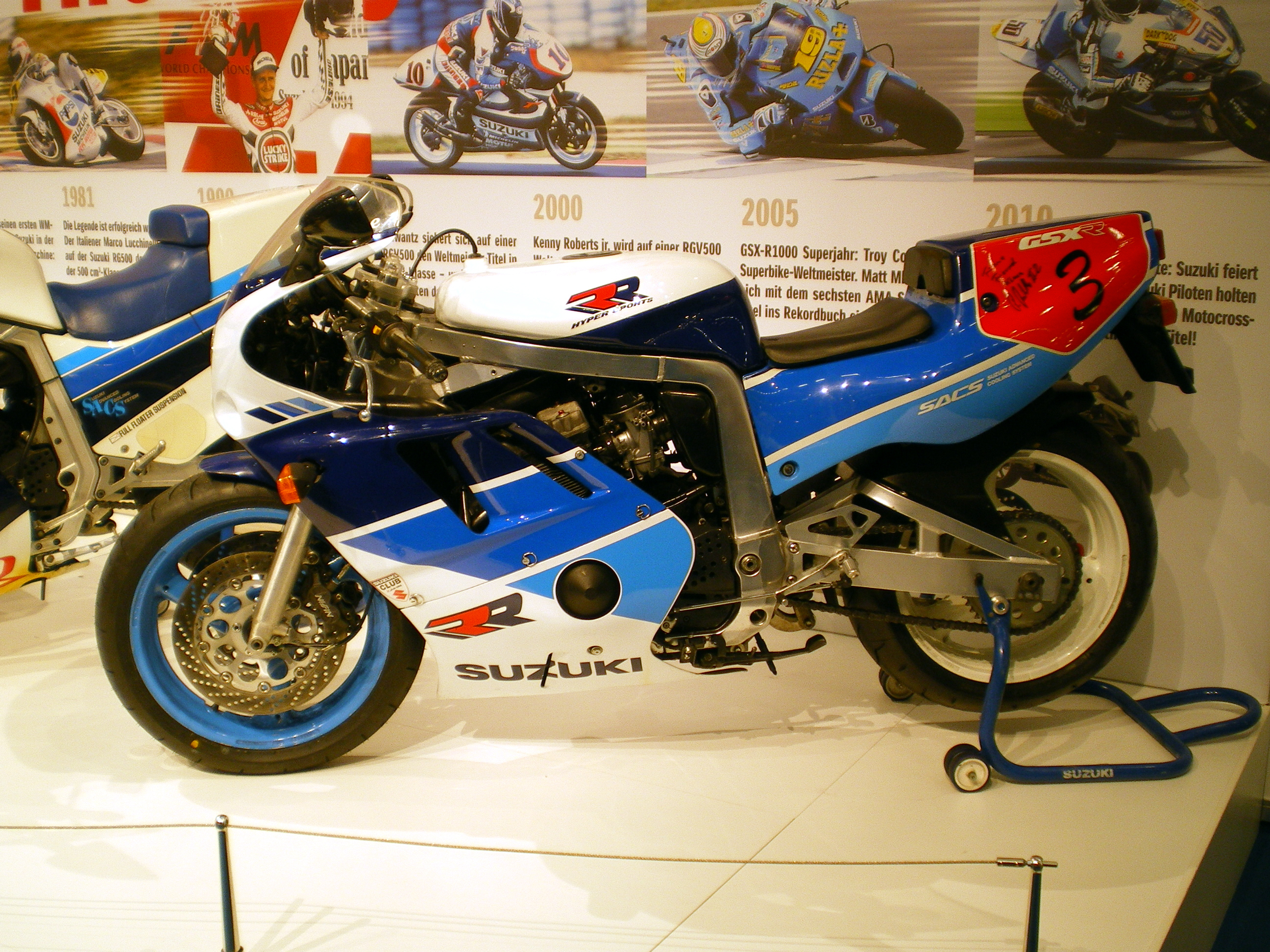
1989 GSX-R 750 R
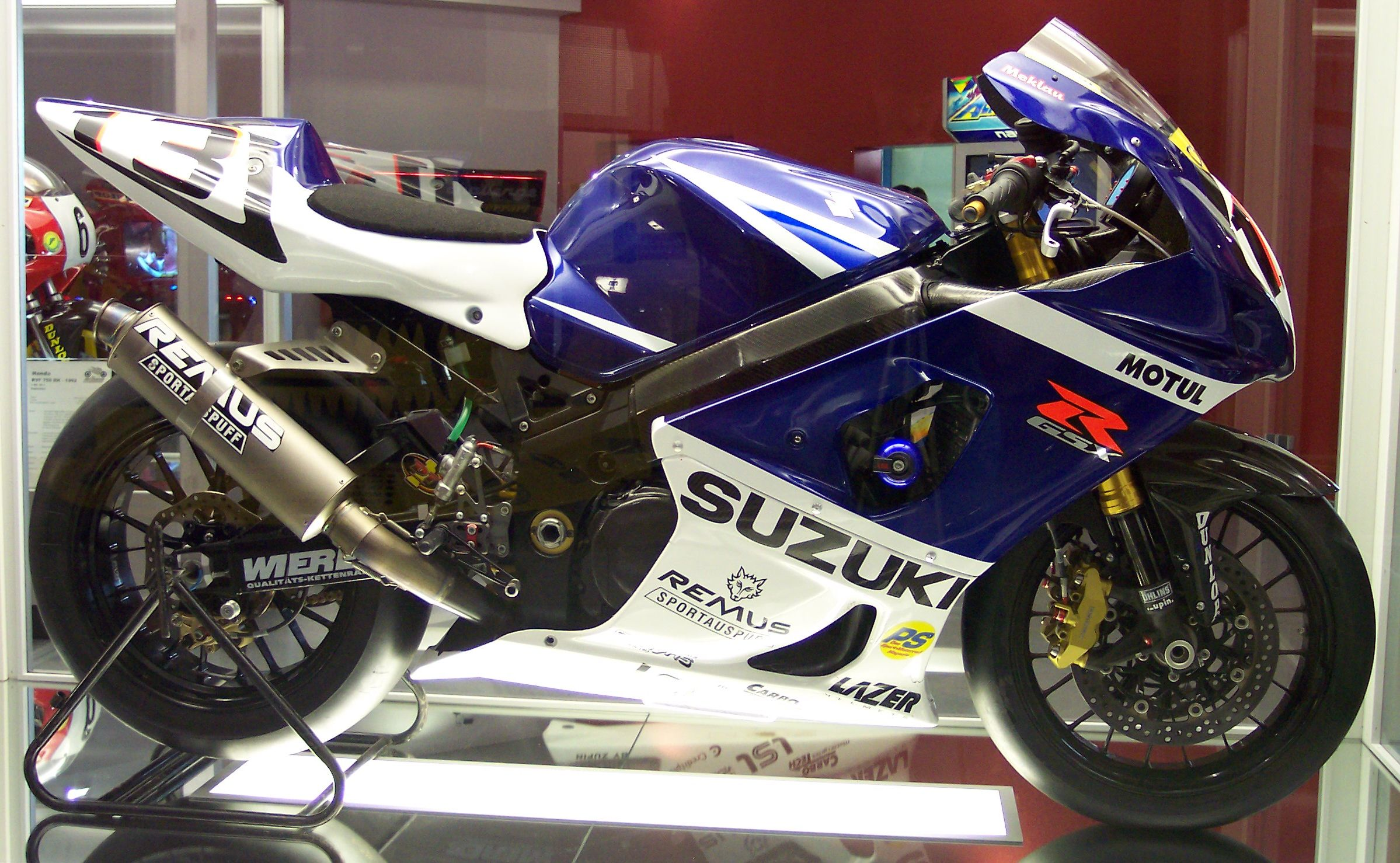
2003-2014 GSXR 1000 Andy Meklau IDM Superbike
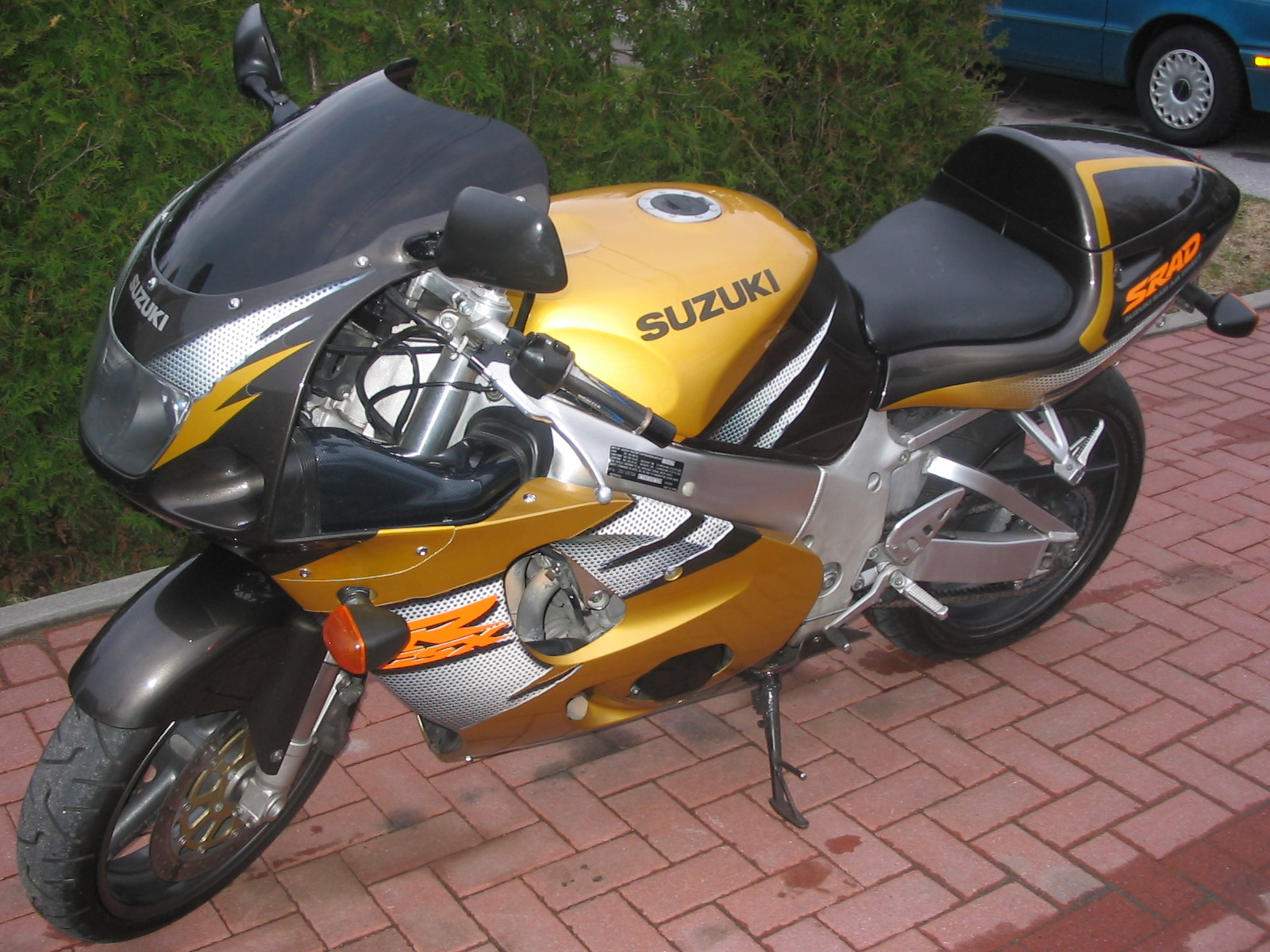
1996 GSX-R 750 (SRAD)
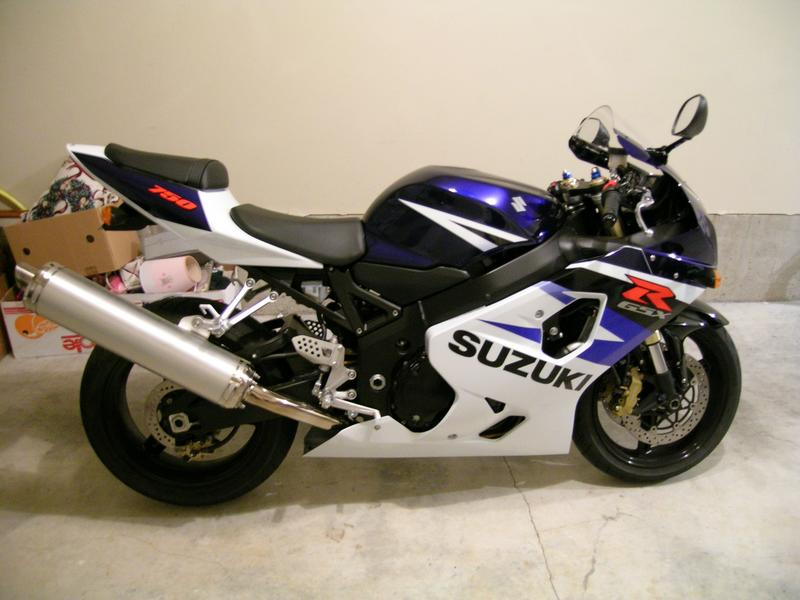
2004 GSX-R 750
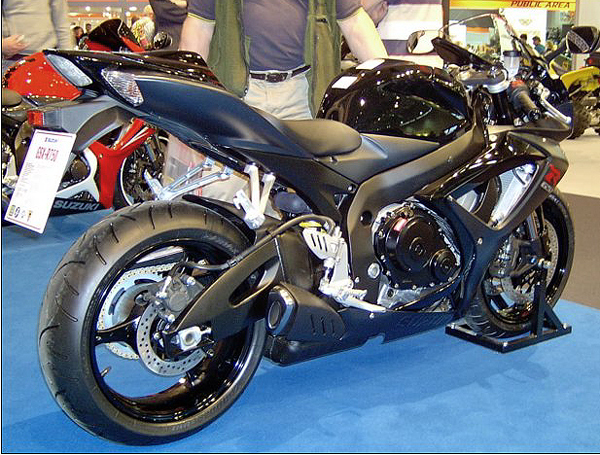
2006 GSX-R 750
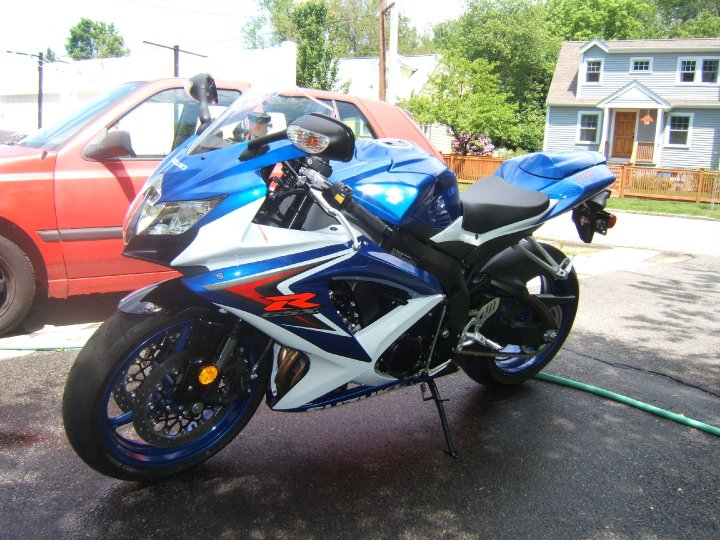
2008 GSX-R 750

## Technische Daten
| Modell                     | K1–K3 (2000–2003)                                                           | K4–K5 (2004–2005)                                                           | K6–K7 (2006–2007)                                                           | K8–L0 (2008–2010)                                                           | L1–L7 (2011–2019)                                                           |
| -------------------------- | --------------------------------------------------------------------------- | --------------------------------------------------------------------------- | --------------------------------------------------------------------------- | --------------------------------------------------------------------------- | --------------------------------------------------------------------------- |
| Motor                      | Reihenvierzylinder, 4-Takt, Wasserkühlung, DOHC-Ventilsteuerung, 16 Ventile | Reihenvierzylinder, 4-Takt, Wasserkühlung, DOHC-Ventilsteuerung, 16 Ventile | Reihenvierzylinder, 4-Takt, Wasserkühlung, DOHC-Ventilsteuerung, 16 Ventile | Reihenvierzylinder, 4-Takt, Wasserkühlung, DOHC-Ventilsteuerung, 16 Ventile | Reihenvierzylinder, 4-Takt, Wasserkühlung, DOHC-Ventilsteuerung, 16 Ventile |
| Hubraum                    | 749 cm³                                                                     | 749 cm³                                                                     | 749 cm³                                                                     | 749 cm³                                                                     | 749 cm³                                                                     |
| Bohrung × Hub              | 72,0 mm × 46,0 mm                                                           | 72,0 mm × 46,0 mm                                                           | 70,0 mm × 48,7 mm                                                           | 70,0 mm × 48,7 mm                                                           | 70,0 mm × 48,7 mm                                                           |
| Gemischaufbereitung        | Saugrohreinspritzung                                                        | Saugrohreinspritzung                                                        | Saugrohreinspritzung                                                        | Saugrohreinspritzung                                                        | Saugrohreinspritzung                                                        |
| Verdichtung                | 12:1                                                                        | 12,3:1                                                                      | 12,5:1                                                                      | 12,5:1                                                                      | 12,5:1                                                                      |
| Nennleistung (Werksangabe) | 103,5 kW (141 PS) bei 12.500/min                                            | 108,8 kW (148 PS) bei 12,800/min                                            | 110,3 kW (150 PS) bei 13,200/min                                            | 110,3 kW (150 PS) bei 13,200/min                                            | 110,3 kW (150 PS) bei 13,200/min                                            |
| max. Drehmoment            | 84,3 Nm bei 10,500/min                                                      | 86,3 Nm bei 10,800/min                                                      | 86,3 Nm bei 11,200/min                                                      | 86,3 Nm bei 11,200/min                                                      | 86,3 Nm bei 11,200/min                                                      |
| Getriebe                   | 6-Gang                                                                      | 6-Gang                                                                      | 6-Gang                                                                      | 6-Gang                                                                      | 6-Gang                                                                      |
| Radstand                   | 1410 mm                                                                     | 1400 mm                                                                     | 1400 mm                                                                     | 1400 mm                                                                     | 1390 mm                                                                     |
| Trockengewicht             | 166 kg                                                                      | 163 kg                                                                      | 161 kg                                                                      | 165 kg                                                                      | 159 kg                                                                      |
| 0–100 km/h                 | 2,9 s                                                                       | 3,0 s                                                                       | 3,2 s                                                                       | 3,2 s                                                                       | 3,2 s                                                                       |
| Höchstgeschwindigkeit      | 275 km/h                                                                    | 275 km/h                                                                    | 280 km/h                                                                    | 280 km/h                                                                    | 280 km/h                                                                    |
| Kraftstoffverbrauch        | 5,6 l/100 km                                                                | 5,1 l/100 km                                                                | 4,9 l/100 km                                                                | 4,9 l/100 km                                                                | 4,9 l/100 km                                                                |
| Abgasnorm                  | EURO 1                                                                      | EURO 2                                                                      | EURO 3                                                                      | EURO 3                                                                      | EURO 3                                                                      |